# Adriana Serra Zanetti
| Posities op de WTA-ranglijst Positie per einde seizoen: \| jaar \| rang enkelspel \| rang dubbelspel \| \| ---- \| -------------- \| --------------- \| \| 1990 \| 702 \| – \| \| 1991 \| 528 \| – \| \| 1992 \| 349 \| 401 \| \| 1993 \| 209 \| 351 \| \| 1994 \| 106 \| – \| \| 1995 \| 71 \| – \| \| 1996 \| 168 \| 206 \| \| 1997 \| 226 \| 329 \| \| 1998 \| 129 \| 198 \| \| 1999 \| 113 \| 310 \| \| 2000 \| 252 \| 271 \| \| 2001 \| 83 \| 162 \| \| 2002 \| 60 \| 90 \| \| 2003 \| 104 \| 127 \| \| 2004 \| 254 \| 70 \| \| 2005 \| 257 \| 255 \| \| 2006 \| 708 \| 302 \| |                |                 |
| jaar | rang enkelspel | rang dubbelspel |
| 1990 | 702            | –               |
| 1991 | 528            | –               |
| 1992 | 349            | 401             |
| 1993 | 209            | 351             |
| 1994 | 106            | –               |
| 1995 | 71             | –               |
| 1996 | 168            | 206             |
| 1997 | 226            | 329             |
| 1998 | 129            | 198             |
| 1999 | 113            | 310             |
| 2000 | 252            | 271             |
| 2001 | 83             | 162             |
| 2002 | 60             | 90              |
| 2003 | 104            | 127             |
| 2004 | 254            | 70              |
| 2005 | 257            | 255             |
| 2006 | 708            | 302             |

Adriana Serra Zanetti (Modena, 5 maart 1976) is een voormalig tennisspeelster uit Italië. Serra Zanetti is rechtshandig maar speelt tweehandig aan beide zijden. Haar favoriete ondergrond is hardcourt. Haar jongere zuster Antonella is ook een voormalig tennisspeelster. Adriana was actief in het proftennis van 1992 tot en met 2006. Op 21 juli 2008 trad zij in haar geboorte- en woonplaats Modena in het huwelijk met Federico Casali. Zij kregen een dochter, Matilde, in 2011.

## Loopbaan

### Enkelspel
Serra Zanetti debuteerde in 1989 op het ITF-toernooi van Brindisi (Italië). Zij stond in 1997 voor het eerst in een finale, op het ITF-toernooi van Ramat Hasjaron (Israël) – hier veroverde zij haar enige enkelspeltitel, door de Sloveense Katarina Srebotnik te verslaan.
In 1991 kwalificeerde Serra Zanetti zich voor het eerst voor een WTA-hoofdtoernooi, op het toernooi van São Paulo. Zij bereikte er de tweede ronde. In mei 1994 op het WTA-toernooi van Rome smaakte zij de mooiste overwinning van haar carrière: in de tweede ronde rekende zij af met de Duitse Anke Huber (WTA-11) – door vervolgens ook de Nederlandse Brenda Schultz te kloppen, bereikte zij de kwartfinale van dit Tier I-toernooi. Later dat jaar debuteerde zij op het grandslamcircuit, op het US Open. Een half jaar later kwam zij op Roland Garros 1995 tot de vierde ronde. Haar beste resultaat op de WTA-toernooien is het bereiken van de halve finale op het WTA-toernooi van Moskou in 1995, een toernooi van categorie Tier III. In 1996 speelde zij op de Olympische Spelen van Atlanta – na haar eerste optreden kon zij huiswaarts keren.
Haar beste resultaat op de grandslamtoernooien is het bereiken van de kwartfinale, op het Australian Open 2002, waar zij in de derde ronde landgenote Silvia Farina-Elia (WTA-14) bedwong. Haar hoogste notering op de WTA-ranglijst is de 38e plaats, die zij bereikte in februari 2002.

### Dubbelspel
Hoewel Serra Zanetti in het dubbelspel minder actief was dan in het enkelspel, behaalde zij er betere resultaten. Zij debuteerde in 1991 op het ITF-toernooi van Mantua (Italië), samen met de Bulgaarse Svetlana Kriventsjeva. Zij stond in 1993 voor het eerst in een finale, op het ITF-toernooi van Caserta (Italië), samen met de Chileense Paula Cabezas – zij verloren van het duo Karin Lušnic en Maja Murić. Zij won geen ITF-dubbelspeltitels.
In 1992 speelde Serra Zanetti voor het eerst op een WTA-hoofdtoernooi, op het toernooi van Palermo, samen met landgenote Elena Savoldi. Zij bereikten er de tweede ronde. In 1998 debuteerde zij op het grandslamcircuit, op Wimbledon, samen met landgenote Tathiana Garbin. Zij stond in 2001 voor het eerst in een WTA-finale, op het toernooi van Québec, samen met de Amerikaanse Samantha Reeves – hier veroverde zij haar eerste titel, door het Tsjechische koppel Klára Koukalová en Alena Vašková te verslaan. In totaal won zij drie WTA-titels, de laatste in 2004 in Tasjkent, samen met haar zus.
Haar beste resultaat op de grandslamtoernooien is het bereiken van de derde ronde, op het Australian Open 2004, met de Amerikaanse Samantha Reeves aan haar zijde. Haar hoogste notering op de WTA-ranglijst is de 69e plaats, die zij bereikte in juni 2002.

### Tennis in teamverband
In de periode 1995–2002 maakte Serra Zanetti deel uit van het Italiaanse Fed Cup-team – zij behaalde daar een winst/verlies-balans van 9–7. In 1999 bereikte zij met dit team de halve finale van Wereldgroep I, door winst op Spanje.

## Palmares
| Legenda                |
| ---------------------- |
| Grandslamtoernooi      |
| Olympische Spelen      |
| Year-End Championships |
| Tier I                 |
| Tier II                |
| Tier III               |
| Tier IV & V            |

### WTA-finaleplaatsen enkelspel
geen

### WTA-finaleplaatsen vrouwendubbelspel
| nr.              | finale     | toernooi     | ondergrond | partner                 | tegenstandsters                                    | score         |         |
| ---------------- | ---------- | ------------ | ---------- | ----------------------- | -------------------------------------------------- | ------------- | ------- |
| gewonnen finales |            |              |            |                         |                                                    |               |         |
| 1.               | 2001-09-23 | WTA Québec   | tapijt (i) | Samantha Reeves         | Klára Koukalová Alena Vašková                      | 7-5, 4-6, 6-3 | details |
| 2.               | 2003-07-13 | WTA Palermo  | gravel     | Emily Stellato          | María José Martínez Sánchez Arantxa Parra Santonja | 6-4, 6-2      | details |
| 3.               | 2004-10-17 | WTA Tasjkent | hardcourt  | Antonella Serra Zanetti | Marion Bartoli Mara Santangelo                     | 1-6, 6-3, 6-4 | details |
| verloren finales |            |              |            |                         |                                                    |               |         |
| 1.               | 2002-01-12 | WTA Canberra | hardcourt  | Samantha Reeves         | Nannie de Villiers Irina Seljoetina                | 2-6, 3-6      | details |

## Resultaten grandslamtoernooien
| Legenda | Legenda                          |
| ------- | -------------------------------- |
| g.t.    | geen toernooi gehouden           |
| l.c.    | lagere categorie                 |
| –       | niet deelgenomen                 |
| G       | uitgeschakeld in de groepsfase   |
| 1R      | uitgeschakeld in de eerste ronde |
| 2R      | uitgeschakeld in de tweede ronde |
| 3R      | uitgeschakeld in de derde ronde  |
| 4R      | uitgeschakeld in de vierde ronde |
| KF      | uitgeschakeld in de kwartfinale  |
| HF      | uitgeschakeld in de halve finale |
| F       | de finale verloren               |
| W       | het toernooi gewonnen            |
| w-v     | winst/verlies-balans             |

### Enkelspel
| Australian Open | –  | –  | 1R | 2R | –  | KF | 2R | 1R | 6-5 |
| Roland Garros   | –  | 4R | 2R | 2R | 1R | 2R | –  | –  | 6-5 |
| Wimbledon       | –  | –  | 1R | 1R | 2R | 1R | –  | –  | 1-4 |
| US Open         | 1R | 1R | 1R | –  | 1R | 1R | 1R | –  | 0-6 |

### Vrouwendubbelspel
| Toernooi        | 1998 |    | 2002 | 2003 | 2004 | w-v |
| --------------- | ---- | -- | ---- | ---- | ---- | --- |
| Australian Open | –    | 1R | 1R   | 3R   | 2-3  |     |
| Roland Garros   | –    | 1R | –    | 2R   | 1-2  |     |
| Wimbledon       | 1R   | 1R | 1R   | 1R   | 0-4  |     |
| US Open         | –    | 1R | –    | 1R   | 0-2  |     |

### Gemengd dubbelspel
| Toernooi        | 2002 | w-v |
| --------------- | ---- | --- |
| Australian Open | –    | 0-0 |
| Roland Garros   | –    | 0-0 |
| Wimbledon       | 1R   | 0-1 |
| US Open         | –    | 0-0 |